# William B. Bankhead

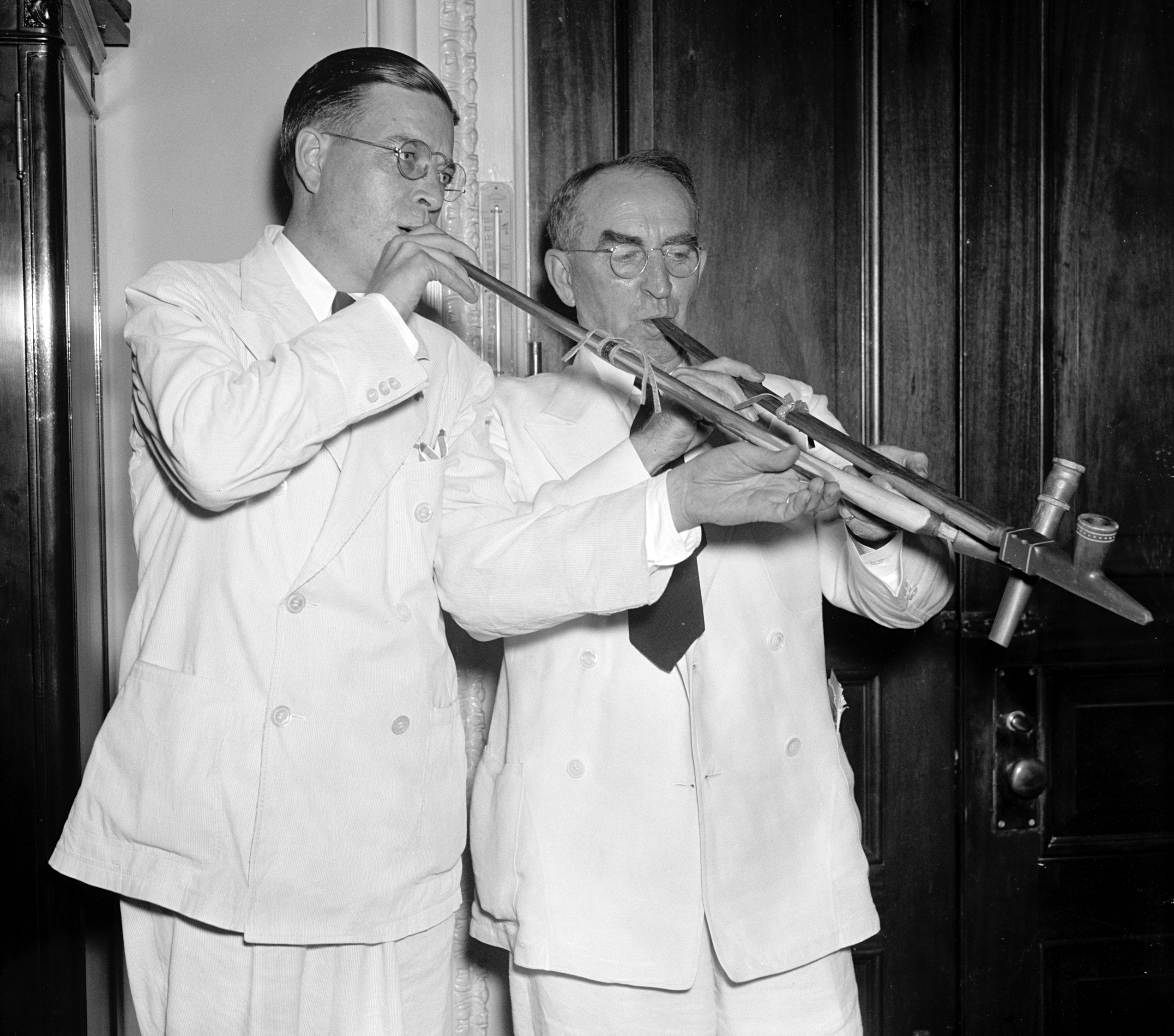
William B. Bankhead (rechts) beim symbolischen Rauchen der Friedenspfeife mit dem Abgeordneten Paul John Kvale aus Minnesota (1937)

William Brockman Bankhead (* 12. April 1874 in Moscow, Lamar County, Alabama; † 15. September 1940 in Washington, D.C.) war ein US-amerikanischer Jurist und Politiker (Demokratische Partei).

## Werdegang
William Bankhead besuchte die Dorfschule. Dann graduierte er 1893 an der University of Alabama in Tuscaloosa und 1895 an der Law School der Georgetown University in Washington. Er bekam seine Zulassung als Anwalt im selben Jahr und begann dann in Huntsville (Alabama) zu praktizieren.
Bankhead verfolgte ebenfalls eine politische Laufbahn. Er war in den Jahren 1900 und 1901 Abgeordneter im Repräsentantenhaus von Alabama. Ferner war er zwischen 1898 und 1902 als Staatsanwalt von Huntsville tätig. Bankhead zog 1905 nach Jasper, wo er seine Tätigkeit als Anwalt fortsetzte. Er war zwischen 1910 und 1914 Solicitor im 14. Gerichtsbezirk von Alabama. Im letzten Jahr kandidierte er erfolglos um eine Nominierung für den 64. Kongress. Dann wurde er in den 65. Kongress sowie die elf nachfolgenden Kongresse gewählt. Bankhead gehörte dem Repräsentantenhaus der Vereinigten Staaten vom 4. März 1917 bis zum 15. September 1940 an. Während dieser Zeit hatte er den Vorsitz über das Committee on Rules (73. Kongress). Darüber hinaus war er Mehrheitsführer (74. Kongress) und Sprecher des Repräsentantenhauses (74. bis 76. Kongress). Bankhead nahm 1940 als Delegierter an der Democratic National Convention in Chicago teil. Er verstarb im selben Jahr in Washington; der Trauergottesdienst wurde in der Halle des US-Repräsentantenhauses abgehalten. Er wurde dann auf dem Oak Hill Cemetery in Jasper beigesetzt.

## Familie
William B. Bankhead war der Vater von Tallulah Bankhead, der Sohn von John H. Bankhead und Bruder von John H. Bankhead II, beides US-Senatoren. Ferner war er der Onkel des US-Abgeordneten Walter W. Bankhead.